# تشارلز إتش غيرهارد
تشارلز إتش غيرهارد (بالإنجليزية: Charles H. Gerhardt)‏ هو عسكري أمريكي، ولد في 6 يونيو 1895 في الولايات المتحدة، وتوفي بنفس المكان في 9 أكتوبر 1976.